# Virgin VR-01
Der Virgin VR-01 ist ein Formel-1-Rennwagen und war der Einsatzwagen von Virgin Racing in der Formel-1-Saison 2010.

## Renngeschichte
Der Virgin VR-01 ist der erste Formel-Rennwagen, der mittels Numerischer Strömungsmechanik ausschließlich am Computer entwickelt wurde. Konstruiert wurde der Wagen von Nick Wirth, dessen Team bei der Entwicklung aber durch fehlerhafte Berechnungen bzw. vorliegenden Angaben der Treibstoffdichte ein folgenschwerer Fehler unterlief: Der Treibstofftank war zu klein bemessen, sodass es den damaligen Virgin-Piloten Timo Glock und Lucas di Grassi so gut wie unmöglich war, eine ganze Grand-Prix-Distanz ohne Tankstopp durchzufahren. Da 2010 das Nachtanken in der Formel 1 jedoch verboten war und die Chassis der Fahrzeuge während der Saison nicht umgebaut werden durften, musste das Team bei der FIA eine Sondergenehmigung ersuchen.
Angetrieben wurde der Wagen, der sein Roll-Out am 4. Februar hatte und bei Dallara gebaut wurde, vom 2,4-Liter Cosworth CA2010-V8-Motor. Bei den Testfahrten in Jerez und Barcelona gab es immer wieder Probleme mit der Hydraulik.
Beim ersten Wertungslauf der Saison, dem Großen Preis von Bahrain, fielen beide VR-01 wegen technischer Defekte aus. Di Grassi hatte erneut einen Defekt an der Hydraulik und Glock musste seinen Rennwagen nach einem Getriebeschaden vorzeitig abstellen.
Nach einem weiteren Doppelausfall beim Rennen in Australien erreichte Lucas di Grassi mit dem 14. Rang beim Großen Preis von Malaysia die erste Zielankunft für einen Virgin-Formel-1-Rennwagen.

## Ergebnisse
| Fahrer               | Nr.                  | 1   | 2   | 3   | 4   | 5  | 6   | 7  | 8   | 9  | 10  | 11  | 12 | 13 | 14 | 15  | 16  | 17  | 18 | 19  | Punkte | Rang |
| -------------------- | -------------------- | --- | --- | --- | --- | -- | --- | -- | --- | -- | --- | --- | -- | -- | -- | --- | --- | --- | -- | --- | ------ | ---- |
| Formel-1-Saison 2010 | Formel-1-Saison 2010 |     |     |     |     |    |     |    |     |    |     |     |    |    |    |     |     |     |    |     | —      | 12.  |
| T. Glock             | 24                   | DNF | DNF | DNF | DNS | 18 | DNF | 18 | DNF | 19 | 18  | 18  | 16 | 18 | 17 | DNF | 14  | DNF | 20 | DNF | —      | 12.  |
| L. di Grassi         | 25                   | DNF | DNF | 14  | DNF | 19 | DNF | 19 | 19  | 17 | DNF | DNF | 18 | 17 | 20 | 15  | DNS | DNF | NC | 18  | —      | 12.  |

| Legende  | Legende            | Legende                                                          |
| Farbe    | Abkürzung          | Bedeutung                                                        |
| -------- | ------------------ | ---------------------------------------------------------------- |
| Gold     | –                  | Sieg                                                             |
| Silber   | –                  | 2. Platz                                                         |
| Bronze   | –                  | 3. Platz                                                         |
| Grün     | –                  | Platzierung in den Punkten                                       |
| Blau     | –                  | Klassifiziert außerhalb der Punkteränge                          |
| Violett  | DNF                | Rennen nicht beendet (did not finish)                            |
| Violett  | NC                 | nicht klassifiziert (not classified)                             |
| Rot      | DNQ                | nicht qualifiziert (did not qualify)                             |
| Rot      | DNPQ               | in Vorqualifikation gescheitert (did not pre-qualify)            |
| Schwarz  | DSQ                | disqualifiziert (disqualified)                                   |
| Weiß     | DNS                | nicht am Start (did not start)                                   |
| Weiß     | WD                 | zurückgezogen (withdrawn)                                        |
| Hellblau | PO                 | nur am Training teilgenommen (practiced only)                    |
| Hellblau | TD                 | Freitags-Testfahrer (test driver)                                |
| ohne     | DNP                | nicht am Training teilgenommen (did not practice)                |
| ohne     | INJ                | verletzt oder krank (injured)                                    |
| ohne     | EX                 | ausgeschlossen (excluded)                                        |
| ohne     | DNA                | nicht erschienen (did not arrive)                                |
| ohne     | C                  | Rennen abgesagt (cancelled)                                      |
| ohne     | keine WM-Teilnahme |                                                                  |
| sonstige | P/fett             | Pole-Position                                                    |
| sonstige | 1/2/3/4/5/6/7/8    | Punktplatzierung im Sprint-/Qualifikationsrennen                 |
| sonstige | SR/kursiv          | Schnellste Rennrunde                                             |
| sonstige | *                  | nicht im Ziel, aufgrund der zurückgelegten Distanz aber gewertet |
| sonstige | ()                 | Streichresultate                                                 |
| sonstige | unterstrichen      | Führender in der Gesamtwertung                                   |